# 薩利希海
薩利希海（英語：Salish Sea，/ˈseɪlɪʃ/）是太平洋在加拿大卑詩省和美國華盛頓州旁的陸緣海。薩利希海由喬治亞海峽、胡安·德·富卡海峽和普吉特海灣等錯綜複雜的水道共同構成。薩利希海從喬治亞海峽北方探險群島的水道一路延伸到普吉特海灣南端的巴德澳，並與太平洋以溫哥華島及奧林匹克半島作隔。
薩利希海海岸線大部分都是太平洋西北地區都市群的一部份，其中重要的港口城市包括溫哥華、西雅圖、塔科馬、埃弗里特、貝靈厄姆、安吉利斯港和維多利亞等城市。

## 名稱

### 詞源
薩利希海（Salish Sea）一詞在1988年首次被華盛頓州貝靈厄姆的海洋生態學家埃伯特·韋伯提出，用以稱呼包含喬治亞海峽、普吉特海灣、胡安·德·富卡海峽在內的整片海域，但目的不在於取代這些舊有地名。他認為新取的名稱能夠提高大眾對該片海域及生態的注意力。最後在韋伯的努力下加拿大和美國政府認可使用「薩利希」作為地名使用。

### 海岸薩利西人

19世紀初海岸薩利希人的分佈狀況

住在卑詩省西南部與華盛頓州西北部的原住民族海岸薩利希人有相同的語言及文化習慣。海岸薩利希人常被視為薩利希人的主要分支之一。以海岸薩利希人和內陸薩利希人為首的五個薩利希語系民族受到政府官方承認，除此之外薩利希語系共包含多達23種語言。歐洲探險家18世紀晚期在太平洋西北地區首次見到薩利希人。1804－1806年間的路易斯與克拉克遠征首次對薩利希人有詳細紀錄。「薩利希」一名原本只用來指生活在蒙大拿平頭湖地區內陸薩利希人的平頭族。到了20世紀中期，所有使用相似語言的人都被歸類成薩利希人 。平頭族持續的稱呼它們的語言和文化為「薩利希」，平頭湖也常被他們稱為「賽利希湖」。「薩利希海」一名在20世紀晚期才被創造出來。在此之前，海岸薩利希語系內沒有任何一個專有名詞或甚至是共同稱呼可以用來指涉太平洋西北地區沿海任何一個水體。
薩利希海內的水道是海岸薩利希人重要的貿易路徑，也使太平洋西北地區海岸原住民族得以獲得食物與其它生活資源。盆地裡除了海岸薩利希人外還居住著北瓦卡山語系的夸夸嘉夸族及南瓦卡山人（努查努爾特族、馬卡族、迪提達族），之前還包括齊馬坤人下與盔里物特族相關的齊馬坤族，但在19世紀時被蘇誇米甚族等族群取代而不再被識為一個獨立的族群。

### 官方承認
2008年3月史族米努斯第一民族提案將「喬治亞海峽」更名為「薩利希海」，卑詩省原住民族關係局長邁克·德容同意並承諾將提案送至卑詩省行政會議討論。為使名稱受官方使用須將正式申請送至加拿大地理名稱委員會。在此同時，他們也在美國申請將不只喬治亞海峽，還包括胡安·德·富卡海峽、普吉特海灣，及鄰近水域全部申請為「薩利希海」的下屬海域。
2009年8月，卑詩省地名辦公室批准了一項決議，建議加拿大地名委員會在獲得美國地名委員會的批准後採用「薩利希海」作為官方名稱。「薩利希海」在2009年10月下旬獲華盛頓州地名委員會通過。提案分別在2009年11月12日及2010年2月在美國地名委員會及卑詩省地理名稱辦公室通過申請。在加拿大法語  同時也被認可為官方名稱。
在2019年一個針對薩利希海周遭居民的調查中，只有9%的华盛顿州居民和15%的不列颠哥伦比亚省居民認得「薩利希海」。

### 其他名稱
「喬治亞－普吉特窪地」（Georgia–Puget Basin）或「普吉特－喬治亞窪地」常被用來代稱包含這些水道的地區，更甚者單用「喬治亞窪地」、「普吉特海灣」等名稱也很常見。薩利希海屬於加拿大的部分在1792年最初被喬治·溫哥華命名為「喬治亞海峽」，當時「喬治亞海峽」指涉的範圍包括喬治亞海峽及其周邊的所有其他水域，以及沿岸或島嶼上的社區。「喬治亞海峽」和「喬治亞灣」這兩個詞與「普吉特海灣」一樣，指涉的範圍不只包括水體還包括其周遭的地區。

## 地理

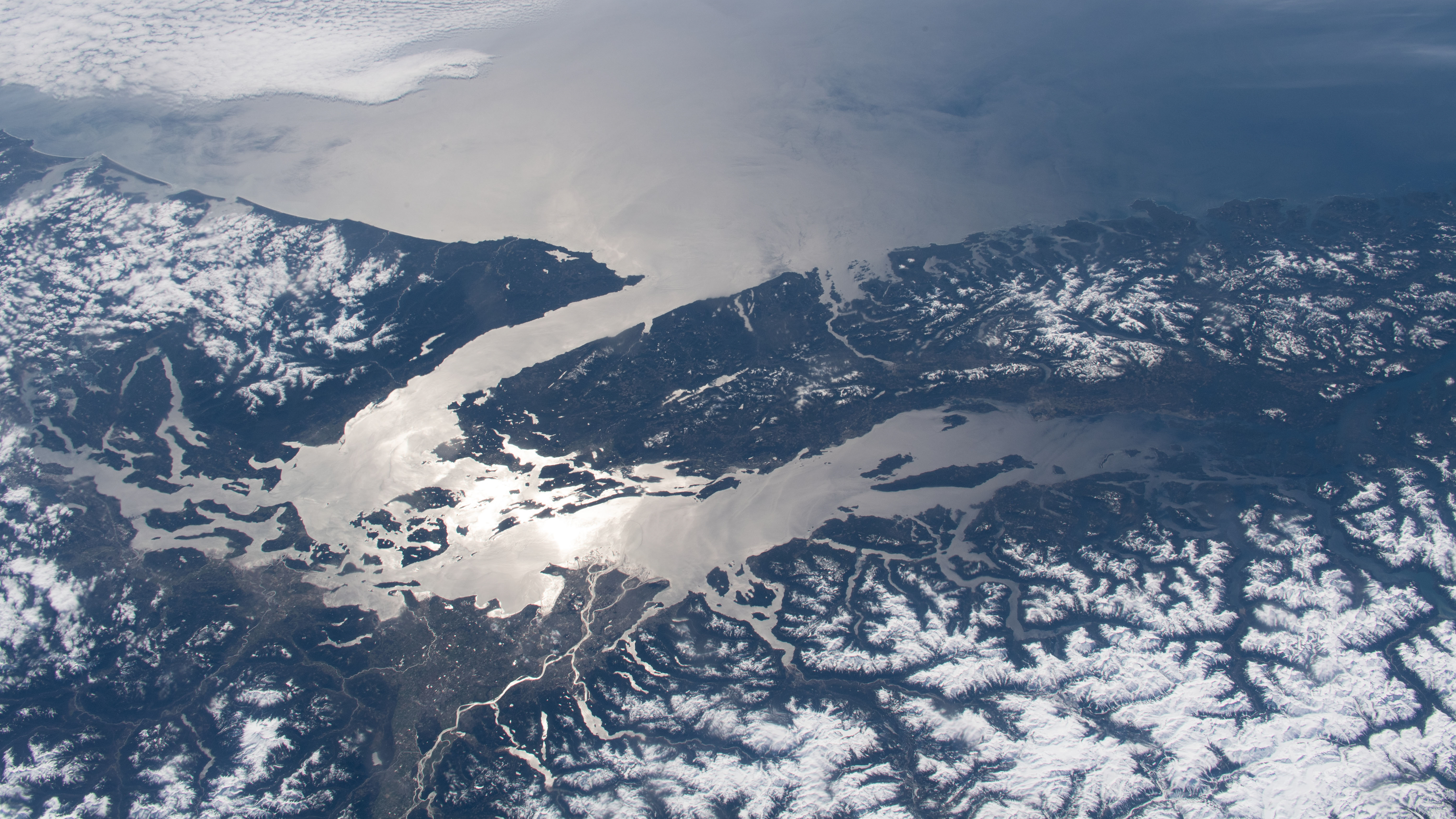
在國際太空站可見從薩利希海反射的陽光

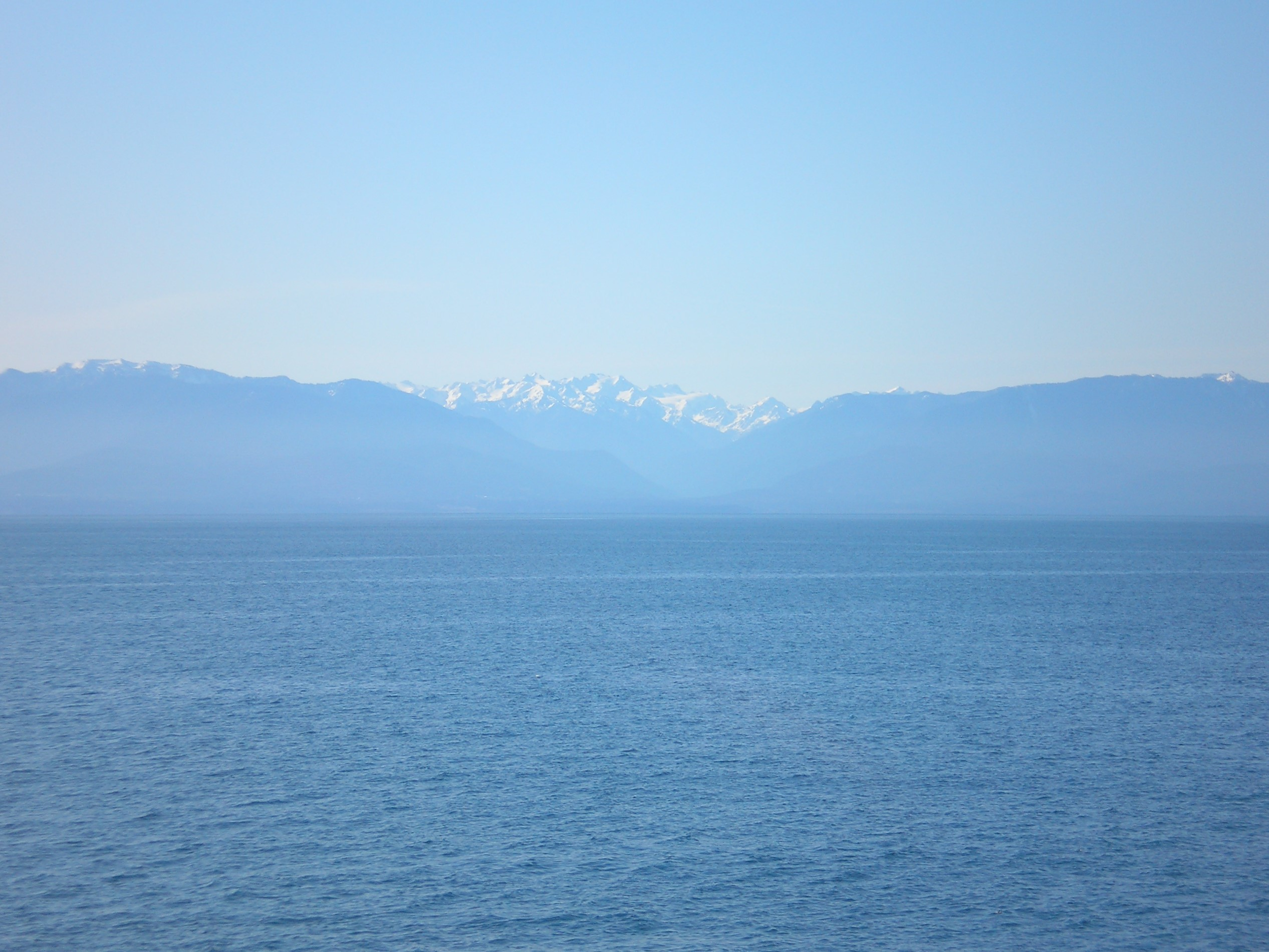
薩利希海以奧林匹克半島作為背景

薩利希海長約440公里，表面積18,000平方公里，大概等同於北歐里加灣的面積。表面積統計上包含喬治亞海峽（6,400平方公里）、胡安·德·富卡海峽（4,400平方公里）、普吉特海灣（2,500平方公里）、淒涼海灣（1,100平方公里），及其他零星水體（3,600平方公里）。薩利希海的平均深度130公尺，最深在傑維斯潮口可達670公尺深。

### 邊界
「跨境喬治亞窪地－普吉特海灣環境指標工作小組」（Transboundary Georgia Basin-Puget Sound Environmental Indicators Working Group）定義薩利希海的邊界如下：
- 西端

薩利希海的西端位於胡安·德·富卡海峽的入口（富拉特里角與卡馬納角的連線）
- 南端

薩利希海的南端位於普吉特海灣的南端（巴德澳北界）
- 北端

為了要納入由南向北的潮水經過的海峽及水道，薩利希海的北界最遠可到喬治亞海峽的北端。北方包含的海峽及水道包括：西摩海峽南方的發現水道、本群島（Penn Islands）南方的蘇提爾水道、路易斯水道、瓦丁頓及彭德雷爾水道、淒涼海灣，以及漢弗萊水道南邊的部分。

### 水文
薩利希海的集水區（尚不包括弗雷澤河流域）大約110,000平方公里，比海面本身的六倍都還要大 。在薩利希海出海的主要河流包括弗雷澤河、尼斯誇利河、諾克薩克河、皮阿拉普河、斯卡吉特河、斯諾霍米甚河，及斯闊米甚河。
從陸地流入的淡水和來自胡安·德·富卡海峽的鹽混和生成海水鹽差能。海水鹽差能隨著洋流和河川流量有季節性的變化。弗雷澤河是單一流入薩利希海流量最大的河流，平均流量為每秒3,475立方公尺，最大流量可達每秒17,000立方公尺。
海水在普吉特海灣中間水深的停滯時間約為60天，在喬治亞海峽約為160天。

### 島嶼

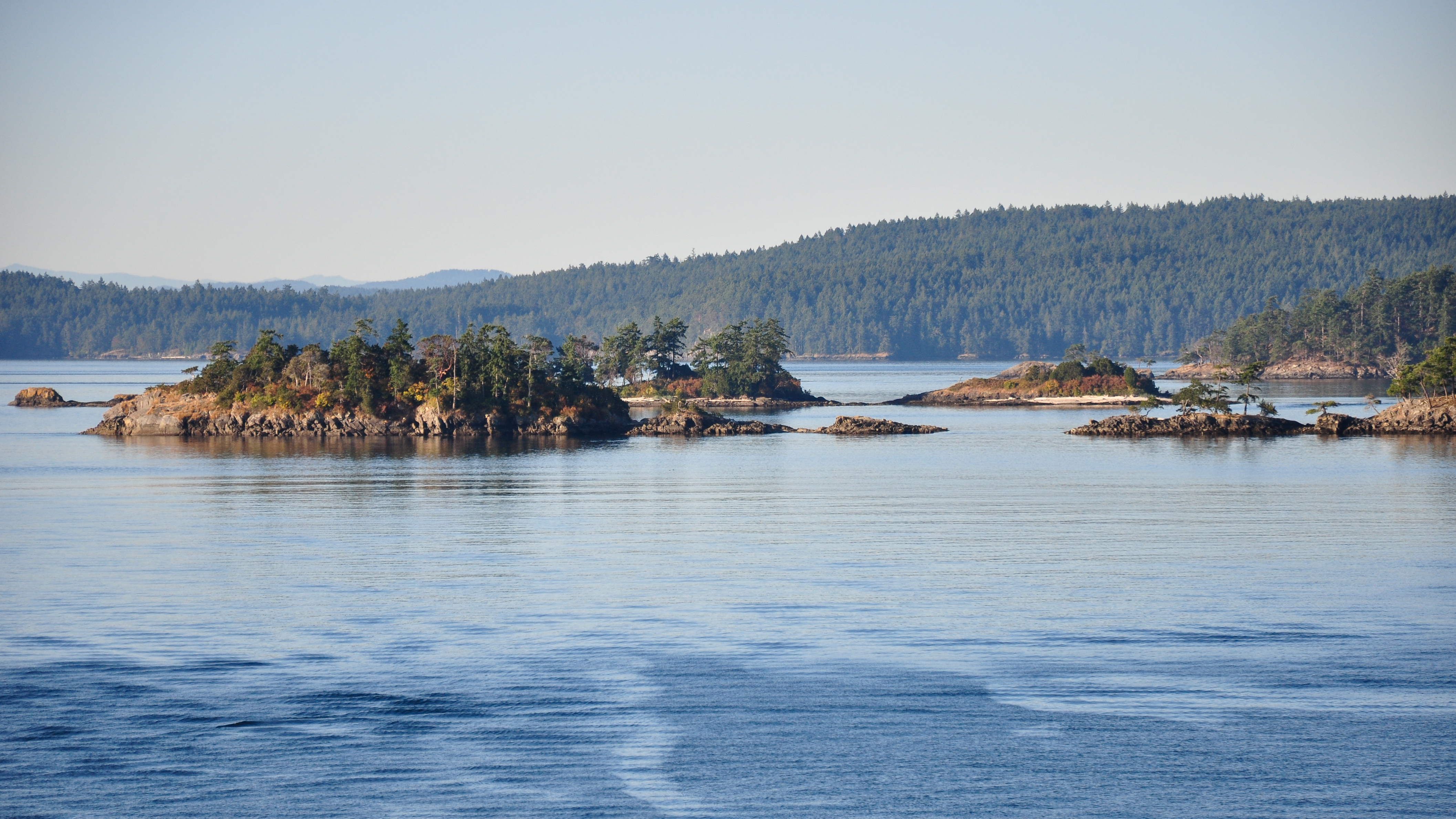
南海灣群島被森林覆蓋的島嶼與礁石

薩利希海有超過四百個島嶼，可以大致將它們歸類進三大群島：探險群島、海灣群島及聖胡安群島。
華盛頓州的惠德比島是薩利希海裡面積最大也人口最多的島嶼，面積436.9平方公里，2010年人口普查時人口約69,480。同樣屬於華盛頓州的班布里治島是人口密度最高的島嶼，在2019年時人口密度達到每公里354人。加拿大境內最大的島嶼則是300.45平方公里大的特克塞達島，但人口只有約1000－2000人。

## 地質
薩利希海是喬治亞窪地的一部分。喬治亞窪地因大約1.5億年前大陸板塊碰撞而成。瓦雄冰川期（大约19,000至16,000年前）期间，迪勒拉冰蓋不斷的侵蝕喬治亞窪地，形成現在所見的地形。迪勒拉冰盖不斷後退並在地表上留下刀刀擦痕；當冰河退到現今的胡安·德·富卡海峽後海水入侵形成薩利希海。

## 生態

### 海生
薩利希海有生動又多樣的海生環境，主要由習慣生活於半鹹的海水及富含營養的物種居住。就如其他的海洋食物網一樣，薩利希海內的生物可以依營養級分級，自營的的藻類是食物網中的初級生產者。陸地上卑詩省及華盛頓州的河流作用攜帶大量的沉澱物及養分進薩利希海中。

#### 植物

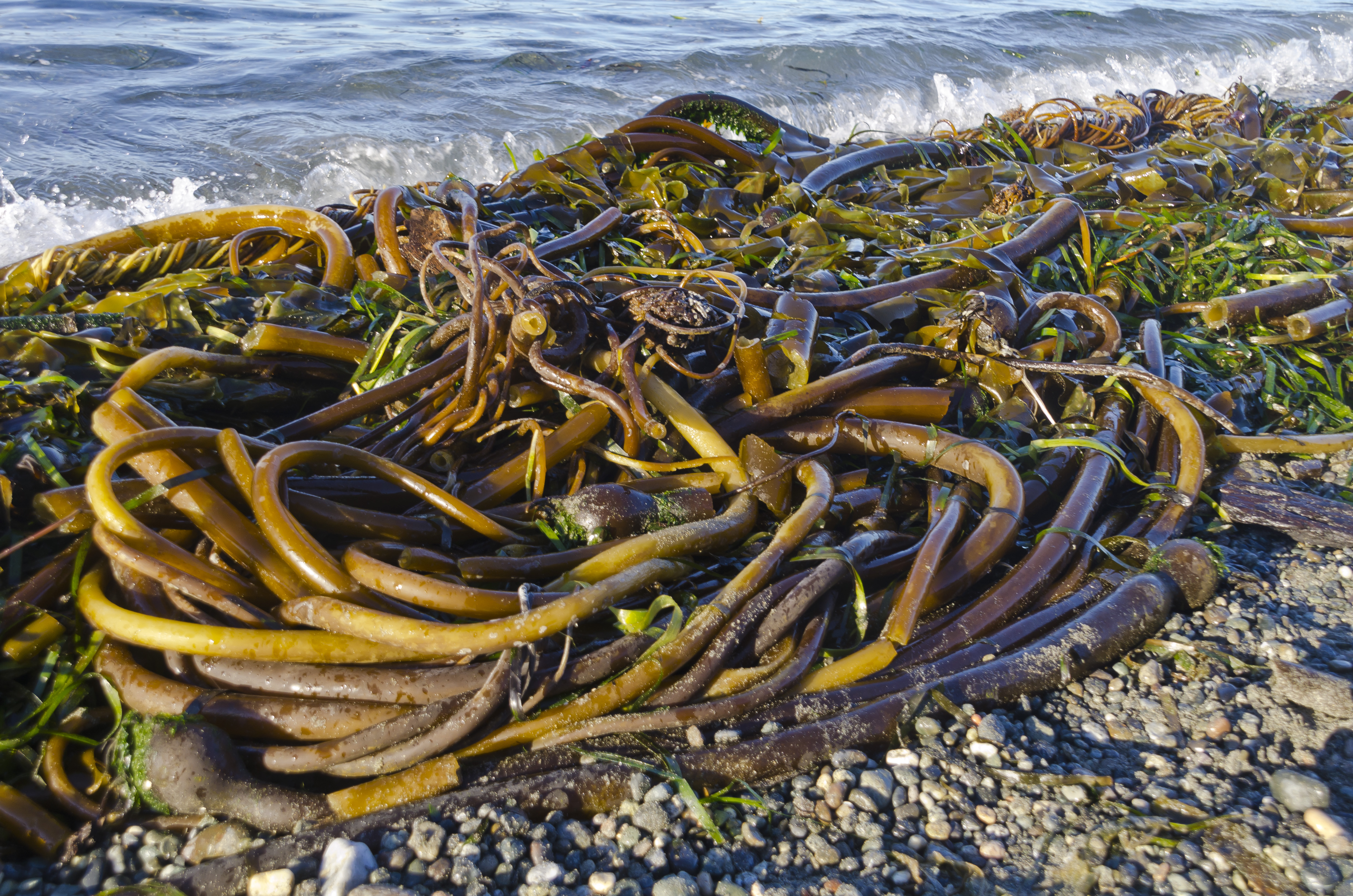
被沖到維多利亞岸上的公牛海帶

薩利希海大範圍堅硬、多岩石的基質滿足多樣海帶物種的生存條件。居住在範圍內最大的海帶物種包括公牛海帶及巨海帶。
在薩利希海裡較淺的地區可以發現大量的大葉藻草甸。

#### 動物

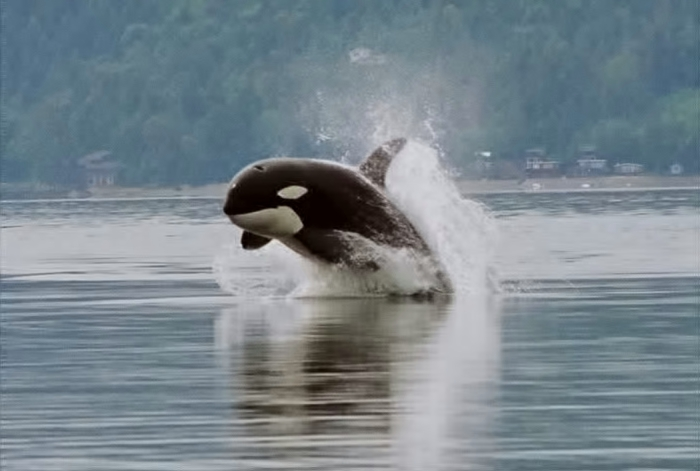
一隻虎鯨在胡德水道浮窺

薩利希海裡居住著78科31目共253種魚類。這些魚類包括1種盲鰻、2種七鰓鰻、18種軟骨魚、2種軟骨硬鱗魚，及230種真骨魚。
除此之外，薩利希海裡有37種海洋哺乳類物種，最為人所知的包括北海獅、座頭鯨，及虎鯨。以哺乳類為食的遷徙性虎鯨（transient orcas）數量緩慢的上升，但以魚類為食的南方定居性虎鯨因為鮭魚數量的減少數量正在急遽下降中。2019年在三隻成年南方定居性虎鯨死亡且三年沒有幼鯨存活後，南方定居性虎鯨的數量掉到35年以來的最低點，族群裡只剩下73頭鯨魚。2021年在薩利希海域發現的幼鯨數量達到21頭，顯示座頭鯨數量有激增的情況。
海獺近年在胡安·德·富卡海峽越來越常被發現。

#### 海綿礁
富含礦物質的薩利希海提供海綿礁理想的生長環境。科學家曾一度認為海綿礁在白堊紀時或之後就早已滅絕，直到1987年在卑詩省海岸的離岸區域發現大範圍的海綿礁才證明海綿礁仍存在。由於它們在生態及科學研究上的重要性，薩利希海域嚴格禁止觸底垂釣漁業活動來保護所有的海綿礁。

### 陸生
環繞薩利希海的低地是世界自然基金會指定普吉特低地森林與中太平洋沿海森林生態區域的一部分。
範圍內發現的172種鳥類有72種高度仰賴海洋生態來獲取食物。

## 軼事
自2007年8月20日起，有至少20對獨自分離的人類腳部在薩利希海岸邊被發現。第一起案例於8月20日在卑詩省傑迪亞島被發現。

## 延伸閱讀
- Tucker, Brian and Reuben Rose-Redwood (2015), "Decolonizing the Map? Toponymic Politics and the Rescaling of the Salish Sea," The Canadian Geographer 59(2): 194-206. （页面存档备份，存于）

## 外部連結
- ARCGIS 薩利希海窪地及周圍地區地圖 （页面存档备份，存于）
- 2020年5月西華盛頓大學Aquila Flower博士繪製的地圖 （页面存档备份，存于）
- 薩利希海歷史生態學 Kwiáht 中心 （页面存档备份，存于）